# Theoretical Economics
Theoretical Economics ist eine open-access Fachzeitschrift aus dem Bereich der Volkswirtschaftslehre. Theoretical Economics versteht sich als Fachzeitschrift für theoretische Beiträge zur Volkswirtschaftslehre. Theoretical Economics wurde 2006 von Martin J. Osborne und Ariel Rubinstein gegründet. Derzeitiger Herausgeber ist Martin J. Osborne. Im Juli 2009 übernahm die Econometric Society die Herausgabe der Zeitschrift. Damit ist Theoretical Economics neben Econometrica und Quantitative Economics (ebenfalls Open-Access) eine von drei Zeitschriften der Econometric Society.